# Adeloga z Kitzingenu
Svatá Adeloga z Kitzingenu, O.S.B. (Franky - 2. února 745, Kitzingen) byla franská princezna, řeholnice řádu benediktinů a abatyše.

## Život
Podle životopisu poněkud legendárního byla dcerou Karla Martela. Adeloga odmítla všechny své nápadníky protože chtěla zasvětit své panenství Bohu. S královským kaplanem byla obviněna ze smilstva. Oba byli vyhnání z paláce a založily dvojí klášter s řeholí svatého Benedikta a ona se stala jeho první abatyší. Její otec uvěřil ctnostem své dcery a značně dotoval klášter. Zemřela 2. února 745 a pohřbena byla v klášterním kostele pod oltář Panna Marie. Roku 1525 byly její ostatky znesvěceny povstáním rolníků a v letech 1695-1699 proběhla rekonstrukce kláštera a začaly zde žít uršulinky.
Některé dokumenty jí však neukazují jako zakladatelku kláštera protože je uváděno že roku 766 byla ještě naživu. Klášter měl být založen za misií svatého Bonifáce a první abatyší se stala svatá Tekla z Kitzingenu.
Její svátek se slaví 2. února.